# Tomás de la Quadra-Salcedo
Tomás de la Quadra-Salcedo y Fernández del Castillo (Madrid, 2 de enero de 1946) es un político y jurista español, varias veces ministro y presidente del Consejo de Estado.

## Biografía
Nacido el 2 de enero de 1946, es hijo de Tomás de la Quadra-Salcedo y Arrieta-Mascarúa y de Matilde Fernández del Castillo. Está casado con María Teresa Janini Tatay, con la que tiene descendencia.
Durante la etapa final de franquismo en su faceta de abogado y dentro del marco legal se mostró crítico con el aumento de los poderes represivos del régimen.
Ponente de la Ley Orgánica de Armonización del Proceso Autonómico, que fue la ley que desarrolló el proceso autonómico en España (LOAPA), fue nombrado por Felipe González ministro de Administración Territorial en su primer Gobierno. En 1985 salió del Gobierno para ocupar la presidencia del Consejo de Estado, hasta el año 1991, momento en el que regresó al Gobierno para ocupar la cartera de Justicia (1991-1993). Es catedrático de Derecho Administrativo de la Universidad Carlos III de Madrid y ha sido director del Programa de Doctorado en Derecho de esta Universidad.
Está en posesión del Premio Gascón y Marín de la Facultad de Derecho de la Universidad Complutense, y de la gran cruz de la Orden de Carlos III, la gran cruz de la Orden de San Raimundo de Peñafort, y la Medalla al Mérito Constitucional.
Formación:
Licenciado en Derecho por la Universidad Complutense de Madrid (1968) y Doctor en Derecho.
Actividad Investigadora:
Proyecto Asesoramiento y evaluación de Proyectos y Trabajos Finales. (2005)
Proyecto Liberalización de servicios y cohesión social. (2002/2005)
Publicaciones recientes:
Libros:
- Quadra-Salcedo, Tomás; García de Enterría (coordinadores); VV.AA. Comentarios a la Ley General de Telecomunicaciones. Ley 32/2003 de 3 de noviembre. Ed. Thomson-Civitas, 2004.
- Quadra-Salcedo, Tomás (coordinador); VV.AA. El régimen jurídico de la Comunicación Local. Ed. Marcial Pons, 2002. ISBN 84-7248-875-6
Capítulos de libros:
- Ley Orgánica; Ley Ordinaria; Ley de Bases; Ley Marco; Ley de Presupuestos; Leyes Autonómicas; Decreto-Ley; Decreto Legislativo; Autorizaciones Generales; Licencias individuales; Liberalización de las telecomunicaciones; Dominio público radioeléctrico; Televisión. Muñoz Machado, S. Diccionario de Derecho Administrativo. Ed. Iustel, 2005. ISBN 84-96440-17-6
- La democratie à l'ère du numérique: égalité d'acces au cyberepace et droit a l'information. VV.AA. Les Droits del`homme dans le cyberespace. Ed. UNESCO, 2005. ISBN 92-3-203979-6
- La ejecución de obras por la Administración; El derecho transitorio de la Ley de Contratos de las Administraciones Públicas. VV.AA. Comentarios a la Ley de Contratos de las Administraciones Públicas. Ed. Thomson-Civitas, 2004. ISBN 84-470-2194-7
Sobre la genealogía de la familia Quadra-Salcedo se puede leer los libros: "La Casa de Salcedo de Aranguren", de D. Javier Ybarra Bergé y "La Casa de Urrutia de Avellaneda", de D. J. Mª Urrutia y Llano.
Es primo de Miguel de la Quadra-Salcedo.